# N153 (België)
De N153 is een gewestweg in België van Herentals via Oostmalle naar Sint-Lenaarts (Brecht). In het Mobiliteitsplan Vlaanderen is de weg gecategoriseerd als een lokale weg type 1. De lengte van de N153 bedraagt ongeveer 24 kilometer.

## Traject
Voorheen begon de N153 aan de zuidkant van Herentals bij de kruising met de N13 en N13a nabij het kanaal Bocholt-Herentals. Tegenwoordig begint de N153  bij de ovonde met de N123. Het tussenliggende gedeelte van ongeveer 3 kilometer draagt nu de naam R15. De N153 kruist na de ovonde de spoorlijn Herentals - Mol/Turnhout en vervolgt zijn weg richting Lille. Het wegdek bestaat hier uit oude betonplaten tot aan de dorpskern van Poederlee. Onderweg kruist de N153 nog de ontsluitingsweg richting Vorselaar ter hoogte van Sassenhout. Dit kruispunt wordt geregeld door verkeerslichten. De maximumsnelheid is beperkt tot 90 km/h op het ringgedeelte, 50 km/h vanaf de ovonde tot aan het kruispunt met de Holle weg en 70 km/h tot aan de bebouwde kom van Poederlee. Er staat één onbemande camera op het 70 km/h-gedeelte in de richting van Herentals. Fietsers beschikken over een aanliggend dubbelrichtingsfietspad. 
De N153 loopt dwars doorheen de dorpskernen van Poederlee en Lille richting het op- en afrittencomplex van de E34. Het wegdek bestaat volledig uit asfalt. In Poederlee kruist de N153 met de N134 richting Lichtaart en maakt een aantal scherpe bochten. De weg loopt voort richting Lille en de bebouwde kommen sluiten naadloos aan elkaar. De N153 loopt nog een flink stuk verder door de dorpskern van Lille en kruist met de N140 richting Gierle en Turnhout. Fietsers beschikken in de dorpskern over helemaal geen voorzieningen, maar vanaf het kruispunt met de N140 beschikken ze over een aanliggend dubbelrichtingsfietspad aan één kant van de weg. Over deze hele afstand geldt een maximumsnelheid van 50 km/h. Enkel de laatste kilometer voor het op- en afrittencomplex mag nog 70 km/h gereden worden. De N153 kruist hier met de E34-A21 Antwerpen - Eindhoven.
Vlak na de brug over de snelweg start de bebouwde kom van Wechelderzande. Deze werd net als die van Poederlee en Lille in maart 2008 uitgebreid. De N153 loopt hier opnieuw dwars door de dorpskern en kruist met de N104 richting Vlimmeren. Het stuk weg tussen het op- en afrittencomplex met de E34 en de dorpskern van Wechelderzande is zeer onveilig voor fietsers en voetgangers. Op een kleine twee jaar vielen er bij ongevallen met zwakke weggebruikers minstens twee doden en twee zwaargewonden. Als tijdelijke maatregel koos AWV voor het beter zichtbaar maken van de oversteekplaatsen en het plaatsen van paaltjes op een deel van de brug tussen het fietspad en de rijweg. De gewestweg loopt verder doorheen de dorpskern van Wechelderzande richting Oostmalle. Na het einde van de bebouwde kom loopt de weg enkele kilometers kaarsrecht doorheen een groot bosgebied. Ook loopt de N153 vlak langs het Vliegveld Oostmalle, een reservevliegveld van de NAVO. De maximumsnelheid bedraagt hier 90 km/h en fietsers beschikken over een aanliggend dubbelrichtingsfietspad aan één kant van de weg.
Aangekomen in Oostmalle loopt de N153 even gemeenschappelijk met de N14 en de N12 om dan zijn weg te vervolgen richting Sint-Lenaarts. Eenmaal uit het dorpscentrum van Oostmalle loopt de weg nog enkele kilometers door Westmalle, alvorens Sint-Lenaarts te bereiken.  Vooral tijdens de spitsuren lopen de wachttijden aan de kruispunten N14-N153, N12-N14 (semi-conflictvrije verkeerslichten) en N12-N153 weleens fel op. Na het buitenrijden van de bebouwde kom van Oostmalle versmalt de weg (vooral) visueel doordat het fietspad gescheiden wordt van de rijbaan door een betonnen muurtje van ongeveer 30 cm hoog. De N153 loopt nu zijn laatste kilometers opnieuw kaarsrecht doorheen een landbouwgebied. De maximumsnelheid bedraagt hier 70 km/h. Nadat de weg de intercommunale afvalverwerking IGEAN passeert vervult de N153 een soort ringweg rondom Sint-Lenaerts. Van de N153 takt de N153a af richting Sint-Lenaarts. De N153a was de oude N153 totdat de N153 rondom het dorp werd aangelegd. Een beetje verder staan er plots verkeerslichten op een vrij klein kruispunt en vlak hierna kruist de N153 met de N154 richting Klein-Veerle. De N153 steekt enkel het kanaal van Dessel naar Schoten nog over en eindigt dan op de N115 met een rotonde.

## N153a
De N153a is een gewestweg in de Belgische provincie Antwerpen en ligt volledig op het grondgebied van Sint-Lenaarts, een deelgemeente van Brecht. De totale lengte van de N153a bedraagt ongeveer 1,9 kilometer.

### Traject
De N153a volgt het oude traject van de N153, die vanuit Malle naar Sint-Lenaarts loopt. Omdat de brug over het kanaal de verkeersstroom niet meer kon slikken, en om het doorgaande verkeer van Malle naar Brecht uit de dorpskern te weren, werd ten zuiden van het oude bruggetje een nieuwe (vaste) brug gebouwd en aldus werd het laatste stuk van de N153 meer naar het zuiden verlegd, zodat de N153 nu aansluit op de N115 in Sint-Lenaarts. De N153a sluit aan op de N131 (komende uit Rijkevorsel), net voor die op zijn beurt weer aansluit op de N115.